# 朱凤英
朱凤英，清末谢家福虚构的北宋末代皇后仁怀皇后朱氏的妹妹，北宋鄆王赵楷的妻子（继室）。
靖康之变的时候，她被金人俘虏，押运途中，金军的千户国禄趁解手之际将她强暴，又欲对朱皇后下手，被负责押运的完颜斜保鞭打而止。途中宴会上，金人命她和堂姊妹朱慎德妃作歌。朱凤英诗曰：“昔居天上兮，珠宫玉阙；今居草莽兮，青衫泪湿。屈身辱志兮恨难雪，归泉下兮愁绝。”
抵达上京後，朱凤英被金太宗临幸，随即又被送去洗衣院。天会十三年（即南宋绍兴五年）二月，朱凤英被放出了洗衣院，具体去向和卒年则不详。